# Kristallen Bol

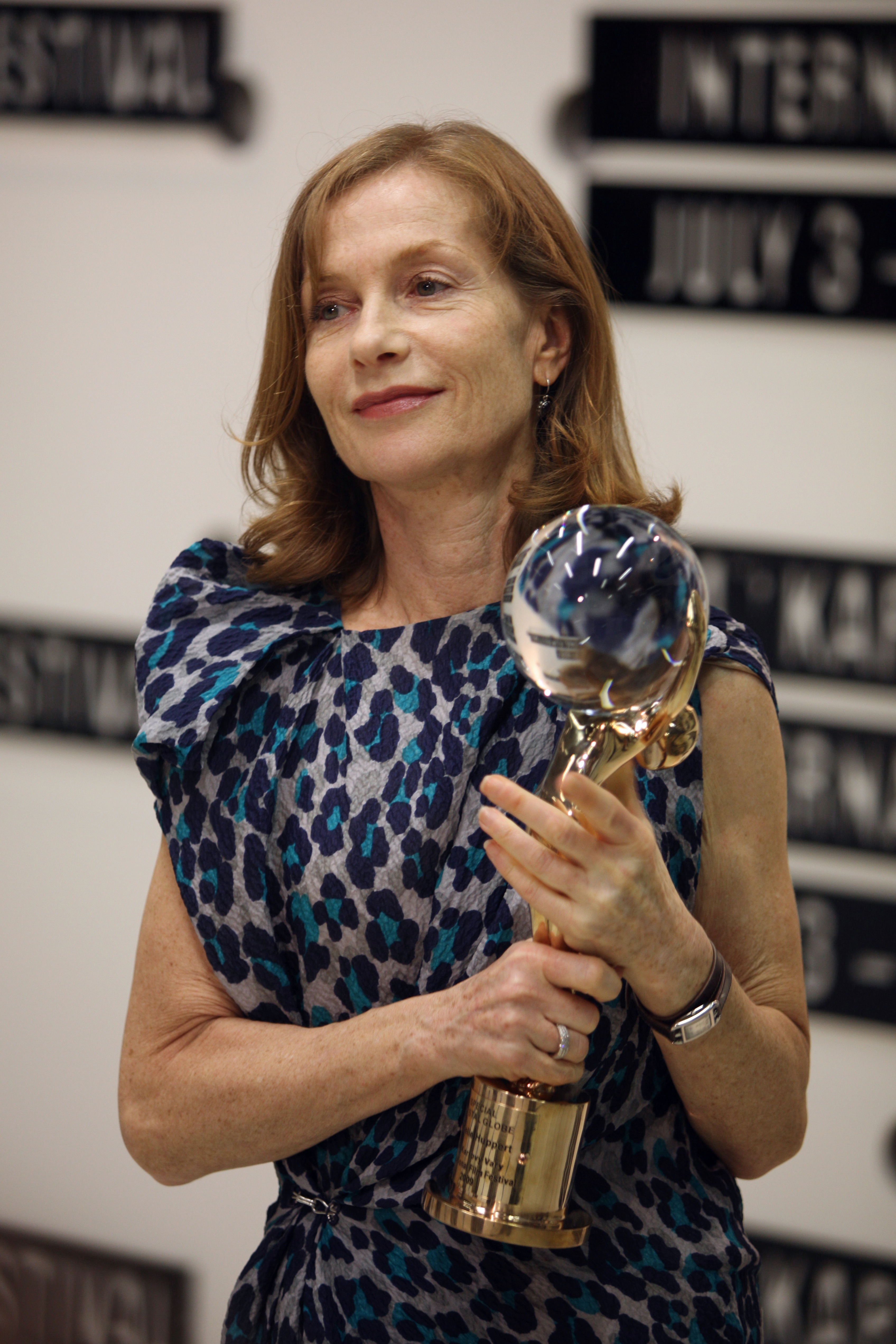
Isabelle Huppert met de Kristallen Bol voor haar bijdragen tot de wereldcinema (2009)

De Kristallen Bol (Tsjechisch: Křišťálový glóbus - Engels: Crystal Globe) is de belangrijkste filmprijs van het Internationaal filmfestival van Karlsbad.

## Geschiedenis
De Kristallen Bol (Crystal Globe - Grand Prix) werd een eerste maal uitgereikt in 1948. In 1966 en 1990 werd de prijs niet uitgereikt.

## WinnaarsKristallen Bol – (Crystal Globe - Grand Prix)
| Jaar                | Originele titel                                          | Internationale titel                                 | Regisseur                        | Land                                          |
| ------------------- | -------------------------------------------------------- | ---------------------------------------------------- | -------------------------------- | --------------------------------------------- |
| 2024 (58ste editie) | A Sudden Glimpse to Deeper Things                        |                                                      | Mark Cousins                     | Verenigd Koninkrijk                           |
| 2023 (57ste editie) | Oerotsite na Blaga                                       | Blaga's Lessons                                      | Stephan Komandarev               | Bulgarije Duitsland                           |
| 2022 (56ste editie) | Tabestan Ba Omid                                         | Summer with Hope                                     | Sadaf Foroughi                   | Canada Iran                                   |
| 2021 (55ste editie) | Strahinja Banović                                        | As Far as I Can Walk                                 | Stefan Arsenijević               | Servië Frankrijk Luxemburg Bulgarije Litouwen |
| 2019 (54ste editie) | Бащата                                                   | The Father                                           | Kristina Grozeva Petar Valchanov | Bulgarije Griekenland                         |
| 2018 (53ste editie) | Îmi este indiferent dacă în istorie vom intra ca barbari | I Do Not Care If We Go Down in History as Barbarians | Radu Jude                        | Roemenië                                      |
| 2017 (52ste editie) | Křižáček                                                 | Little Crusader                                      | Václav Kadrnka                   | Tsjechië                                      |
| 2016 (51ste editie) | Ernelláék Farkaséknál                                    | It's Not the Time of My Life                         | Szabolcs Hajdu                   | Hongarije                                     |
| 2015 (50ste editie) | Bob and the Trees                                        |                                                      | Diego Ongaro                     | Verenigde Staten Frankrijk                    |
| 2014 (49ste editie) | Simindis kundzuli                                        | Corn Island                                          | Giorgi Ovasjvili                 | Georgië                                       |
| 2013 (48ste editie) | A nagy füzet                                             | The Notebook                                         | János Szász                      | Hongarije                                     |
| 2012 (47ste editie) | Mer eller mindre mann                                    | The Almost Man                                       | Martin Lund                      | Noorwegen                                     |
| 2011 (46ste editie) | Boker tov adon fidelman                                  | Restoration                                          | Yossi Madmoni                    | Israël                                        |
| 2010 (45ste editie) | La mosquitera                                            | The Mosquito Net                                     | Agustí Vila                      | Spanje                                        |
| 2009 (44ste editie) | Un ange à la mer                                         | Angel at Sea                                         | Frédéric Dumont                  | België                                        |
| 2008 (43ste editie) | Frygtelig lykkelig                                       | Terribly Happy                                       | Henrik Ruben Genz                | Denemarken                                    |
| 2007 (42ste editie) | Mýrin                                                    | Jar City                                             | Baltasar Kormákur                | IJsland                                       |
| 2006 (41ste editie) | SherryBaby                                               |                                                      | Laurie Collyer                   | Verenigde Staten                              |
| 2005 (40ste editie) | Mój Nikifor                                              | My Nikifor                                           | Krzysztof Krauze                 | Polen                                         |
| 2004 (39ste editie) | Certi bambini                                            | A Children's Story                                   | Andrea Frazzi, Antonio Frazzi    | Italië                                        |
| 2003 (38ste editie) | La Finestra di fronte                                    | Facing Windows                                       | Ferzan Özpetek                   | Italië Verenigd Koninkrijk Turkije Portugal   |
| 2002 (37ste editie) | Rok ďábla                                                | Year of the Devil                                    | Petr Zelenka                     | Tsjechië                                      |
| 2001 (36ste editie) | Le Fabuleux Destin d'Amélie Poulain                      |                                                      | Jean-Pierre Jeunet               | Frankrijk                                     |
| 2000 (35ste editie) | Eu Tu Eles                                               | Me You Them                                          | Andrucha Waddington              | Brazilië                                      |
| 1999 (34ste editie) | Ha-Chaverim Shel Yana                                    | Yana's Friends                                       | Arik Kaplun                      | Israël                                        |
| 1998 (33ste editie) | Le Coeur au poing                                        | Streetheart                                          | Charles Binamé                   | Canada                                        |
| 1997 (32ste editie) | Ma vie en rose                                           |                                                      | Alain Berliner                   | België Frankrijk Verenigd Koninkrijk          |
| 1996 (31ste editie) | Kavkazskiy plennik                                       | Prisoner of the Mountains                            | Sergei Bodrov                    | Rusland Kazachstan                            |
| 1995 (30ste editie) | Jízda                                                    | The Ride                                             | Jan Svěrák                       | Tsjechië                                      |
| 1994 (29ste editie) | Mi hermano del alma                                      | My Soul Brother                                      | Mariano Barroso                  | Spanje                                        |
| 1992 (28ste editie) | Krapatchouk                                              |                                                      | Enrique Gabriel                  | Spanje België Frankrijk                       |
| 1990 (27ste editie) | geen prijs uitgereikt                                    |                                                      |                                  |                                               |
| 1988 (26ste editie) | Fu rong zhen                                             | Hibiscus Town                                        | Xie Jin                          | China                                         |
| 1986 (25ste editie) | A Street to Die                                          |                                                      | Bill Bennett                     | Australië                                     |
| 1984 (24ste editie) | Lev Tolstoy                                              |                                                      | Sergej Gerasimov                 | Sovjet-Unie Tsjecho-Slowakije                 |
| 1982 (23ste editie) | Krasnye kolokola, film pervyy - Meksika v ogne           | Mexico in Flames                                     | Sergej Bondartsjoek              | Mexico Sovjet-Unie Italië                     |
| 1980 (22ste editie) | Die Verlobte                                             |                                                      | Günter Reisch, Günther Rücker    | Duitse Democratische Republiek                |
| 1978 (21ste editie) | Stíny horkého léta                                       | Shadows of a Hot Summer                              | František Vláčil                 | Tsjecho-Slowakije                             |
| 1978 (21ste editie) | Belyy Bim - Chyornoe ukho                                | White Bim Black Ear                                  | Stanislav Rostotski              | Sovjet-Unie                                   |
| 1976 (20ste editie) | La Cantata de Chile                                      |                                                      | Humberto Solás                   | Cuba                                          |
| 1974 (19de editie)  | Romans o vlyublyonnykh                                   | A Lover's Romance                                    | Andrej Kontsjalovski             | Sovjet-Unie                                   |
| 1972 (18de editie)  | Ukroshcheniye ognya                                      | Taming of the Fire                                   | Daniil Chrabrovitski             | Sovjet-Unie                                   |
| 1970 (17de editie)  | Kes                                                      |                                                      | Ken Loach                        | Verenigd Koninkrijk                           |
| 1968 (16de editie)  | Rozmarné léto                                            | Capricious Summer                                    | Jiří Menzel                      | Tsjecho-Slowakije                             |
| 1966 (15de editie)  | geen prijs uitgereikt                                    |                                                      |                                  |                                               |
| 1964 (14de editie)  | Obžalovaný                                               | Accused                                              | Ján Kadár, Elmar Klos            | Tsjecho-Slowakije                             |
| 1962 (13de editie)  | 9 dney odnogo goda                                       | Nine Days of One Year                                | Mikhail Romm                     | Sovjet-Unie                                   |
| 1960 (12de editie)  | Seryozha                                                 |                                                      | Georgi Daneliya, Igor Talankin   | Sovjet-Unie                                   |
| 1958 (11de editie)  | Tikhiy Don                                               | And Quiet Flows the Don                              | Sergej Gerasimov                 | Sovjet-Unie                                   |
| 1958 (11de editie)  | Ibo kyoudai                                              | Step Brothers                                        | Miyoji Ieki                      | Japan                                         |
| 1957 (10de editie)  | Jagte Raho                                               |                                                      | Sombhu Mitra, Amit Mitra         | India                                         |
| 1956 (9de editie)   | Si tous les gars du monde                                |                                                      | Christian-Jaque                  | Frankrijk                                     |
| 1954 (8ste editie)  | Salt of the Earth                                        |                                                      | Herbert J. Biberman              | Verenigde Staten                              |
| 1954 (8ste editie)  | Vernye druz'ya                                           | True Friends                                         | Michail Kalatozov                | Sovjet-Unie                                   |
| 1952 (7de editie)   | Nezabyvaemyy god 1919                                    | The Unforgettable Year 1919                          | Micheil Tsjiaureli               | Sovjet-Unie                                   |
| 1951 (6de editie)   | Kavalier zolotoj zvezdy                                  | Cavalier of the Golden Star                          | Joeli Raizman                    | Sovjet-Unie                                   |
| 1950 (5de editie)   | Padeniye Berlina                                         | The Fall of Berlin                                   | Micheil Tsjiaureli               | Sovjet-Unie                                   |
| 1949 (4de editie)   | Stalingradskaya bitva I                                  | The Battle of Stalingrad 1                           | Vladimir Petrov                  | Sovjet-Unie                                   |
| 1948 (3de editie)   | Ostatni etap                                             | The Last Stage                                       | Wanda Jakubowska                 | Polen                                         |
| 1947 (2de editie)   | geen prijs uitgereikt                                    | geen prijs uitgereikt                                | geen prijs uitgereikt            | geen prijs uitgereikt                         |
| 1946 (1ste editie)  | geen prijs uitgereikt                                    | geen prijs uitgereikt                                | geen prijs uitgereikt            | geen prijs uitgereikt                         |